# Amsterdam (Jefferson County, Ohio)
Amsterdam ist ein US-amerikanischer Ort in Jefferson County, Ohio. Das U.S. Census Bureau hat bei der Volkszählung 2020 eine Einwohnerzahl von 436 ermittelt.

## Geographie
Umgeben wird Amsterdam von Bergholz im Norden, von Wolf Run im Osten, von Germano im Süden und von Kilgore.